# Centre Dürrenmatt Neuchâtel
Il Centre Dürrenmatt Neuchâtel (CDN), inaugurato a Neuchâtel nell'autunno 2000, ha per scopo di riunire, conservare e diffondere le opere di Friedrich Dürrenmatt. Ubicato nel Vallon de l'Ermitage, il Centre è stato costruito dall'architetto Mario Botta. Botta ha integrato nel suo concetto architettonico la villa acquistata da Friedrich Dürrenmatt nel 1952.
Il CDN propone un'esposizione permanente dedicata all'opera pittorica di Friedrich Dürrenmatt. Il museo espone regolarmente anche le opere di artisti che hanno affiancato le arti visive alla scrittura. Luogo di riflessione e di scambio, il CDN organizza convegni, conferenze e letture pubbliche sui temi affrontati nell'opera di Friedrich Dürrenmatt. Durante tutto l'anno propone inoltre diversi concerti. Oltre a ospitare esposizioni e manifestazioni varie, il CDN è un punto d'incontro per ricercatori che promuove l'approccio critico all'opera letteraria e pittorica del drammaturgo svizzero.
Il Centre Dürrenmatt Neuchâtel fa parte della Biblioteca Nazionale Svizzera.

## Esposizioni
Il Centre Dürrenmatt Neuchâtel (CDN) propone un'esposizione permanente dedicata all'opera pittorica di Friedrich Dürrenmatt. Il centro ospita regolarmente esposizioni temporanee su temi cari all'illustre scrittore e pittore svizzero e ogni due anni organizza una grande esposizione estiva su artisti che hanno utilizzato sia la parola sia le immagini come forma espressiva.
L'esposizione permanente mette in risalto l'opera pittorica di Dürrenmatt nel contesto della sua opera letteraria, presentando le varie tecniche artistiche utilizzate e la varietà dei temi trattati dallo scrittore-pittore. Nella torretta di fianco all'entrata, diversi ritratti e citazioni introducono i visitatori alla vita dell'autore e al suo pensiero. Sullo stesso piano si trova anche la Cappella Sistina di Dürrenmatt.
L'opera teatrale di Dürrenmatt è presentata al piano della galleria, dove si può ammirare un imponente collage dello scrittore, che riunisce una ricca documentazione iconografica sui luoghi in cui sono state rappresentate le sue opere teatrali. In una sala video adiacente sono proiettati spezzoni di film sulla vita e sull'opera di Dürrenmatt. 
Al piano inferiore sono esposti gouache, dipinti a olio, disegni e litografie dell'artista, contestualizzati nell'opera letteraria mediante citazioni e vetrine contenenti manoscritti.

## Architettura
I pilastri del progetto architettonico di Mario Botta sono due: l'adattamento alle specificità del luogo e lo scopo dell'istituzione, che è quello di presentare e mettere in scena l'opera di Dürrenmatt. Costruendo un'ampia sala arrotondata sul pendio sottostante la villa, Botta ha adeguato elegantemente l'edificio alla conformazione del terreno. Tutti gli elementi architettonici – la torretta di fianco all'entrata, la scala che scende per quattro piani aprendo uno sguardo in profondità e la larga sala nel «ventre della terra» (Mario Botta) – sono allusioni alle torri, alle caverne e ai labirinti dell'opera letteraria di Dürrenmatt.